# Catuquinarú
Catuquinarú (Katukinarú, Katukinary), pleme tupian Indijanaca iz Brazila, u području između rijeka Embyra (Embira) i Embyrasu, pritoke rijeke Tarauaca.
Posjetio ih je José Bach 1897/98 koji je među njima otkrio instrument cambarysù, neku vrstu primitivnog telegrafa, kojega je u imao u svojoj kolibi svaki poglavica naselja.